# Giovanni I del Monferrato
Giovanni I degli Aleramici, detto "il Giusto" (1277 circa – 9 gennaio 1305), fu marchese del Monferrato dal 1292 alla morte.
Fu infatti l'ultimo marchese del Monferrato appartenente alla dinastia degli Aleramici, aprendo così le porte alla dinastia dei Paleologi del Monferrato. Privo di eredi legittimi, designò come suo unico erede il nipote Teodoro Paleologo, figlio della sorella Violante-Irene che aveva sposato l'Imperatore Andronico II Paleologo di Costantinopoli. 

## Biografia

### Giovinezza
Unico figlio maschio del marchese Guglielmo VII degli Aleramici e della di lui seconda moglie, l'infanta Beatrice di Castiglia, figlia del re Alfonso X di Castiglia e Violante d'Aragona. Da giovane venne posto sotto la tutela del marchese di Saluzzo Tommaso, che aveva preso la difesa dei territori monferrini dopo che il padre di Giovanni, Guglielmo VII era stato catturato dai nemici. Nel 1289 venne accordato il suo matrimonio con Bianca d'Angiò, figlia di Carlo II di Napoli, nella cui corte di Provenza venne rifugiato. La prigione del padre permette l'invasione di Matteo Visconti nel Monferrato, e dopo quella dal conte di Savoia, con cui Carlo II fu costretto a firmare la pace in nome del giovane. La nuova situazione politica del Monferrato si conclude con la rottura dell'accordo matrimoniale e nel reindirizzamento di Carlo II verso Giacomo II d'Aragona, suo rivale nel Regno di Sicilia, come marito della figlia Bianca.

### Ascesa
Alla morte di Guglielmo il territorio venne comunque sconvolto dalle guerre tra i vari comuni piemontesi. A prendere le difese del marchesato intervenne allora Carlo II d'Angiò, re di Napoli, intenzionato dopo i conflitti sorti con il padre di Giovanni a instaurare un rapporto di vassallaggio in Piemonte.
A fianco di Carlo II e di Tommaso di Saluzzo, cui rinnovò alcune investiture su certi borghi piemontesi tra cui Dogliani, combatté contro Asti e Alessandria per riprendersi i territori del padre, ma si trovò davanti ad una situazione drasticamente mutata dopo la morte del padre: troppi nemici bramavano di impossessarsi del Monferrato. Milano, e i Savoia in primo luogo, che vedevano in una possibile rinascita della potenza del territorio monferrino come un attentato alla loro politica espansionistica. In particolare Filippo I di Savoia temeva che Giovanni avesse a cuore la riconquista di Collegno, Grugliasco, Torino e Pianezza, importanti centri del potere già passati sotto il controllo monferrino all'epoca di Guglielmo VII.

### Matrimonio
Dopo una seconda tentativa matrimoniale con Maria de Clermont, figlia del conte Roberto di Clermont (figlio del re Luigi IX di Francia), si sposò nel 23 marzo 1296 con Margherita di Savoia (1274-1349), figlia del conte Amedeo V di Savoia e della prima moglie Sibilla de Baugé, signora de Miribel, senza riuscire ad ottenere discendenza.

### Ultimi tempi e morte
Inizialmente la lega capitanata da Giovanni di Monferrato contro Matteo I Visconti ebbe successo, riuscendo a cacciarlo dalla città nel 1302. Nel 1303 Giovanni ottenne la sottomissione di Asti. Mentre stava progettando altre campagne contro i Savoia, si ammalò gravemente nel gennaio 1305. Si spense qualche giorno dopo avere espresso testamento, nel quale veniva affidata la gestione delle terre del marchesato al comune di Pavia.
Giovanni venne sepolto con i suoi avi nell'abbazia di Santa Maria di Lucedio.

## Ascendenza
|                              |                             |                         | Genitori                 |  |  | Nonni |  |  | Bisnonni                    |  |  | Trisnonni                  |  |
|                              |                             |                         |                          |  |  |       |  |  | Guglielmo VI del Monferrato |  |  | Bonifacio I del Monferrato |  |
|                              |                             |                         |                          |  |  |       |  |  | Guglielmo VI del Monferrato |  |  | Bonifacio I del Monferrato |  |
|                              |                             | Elena del Bosco         |                          |  |  |       |  |  | Guglielmo VI del Monferrato |  |  |                            |  |
| Bonifacio II del Monferrato  |                             |                         |                          |  |  |       |  |  | Guglielmo VI del Monferrato |  |  |                            |  |
|                              |                             | Berta di Clevesana      | Bonifacio I di Clavesana |  |  |       |  |  |                             |  |  |                            |  |
|                              |                             | Berta di Clevesana      | Bonifacio I di Clavesana |  |  |       |  |  |                             |  |  |                            |  |
|                              |                             | Berta di Clevesana      | …                        |  |  |       |  |  |                             |  |  |                            |  |
| Guglielmo VII del Monferrato |                             | Berta di Clevesana      |                          |  |  |       |  |  |                             |  |  |                            |  |
|                              |                             | Amedeo IV di Savoia     | Tommaso I di Savoia      |  |  |       |  |  |                             |  |  |                            |  |
|                              |                             | Amedeo IV di Savoia     | Tommaso I di Savoia      |  |  |       |  |  |                             |  |  |                            |  |
|                              |                             | Amedeo IV di Savoia     | Margherita di Ginevra    |  |  |       |  |  |                             |  |  |                            |  |
| Margherita di Savoia         |                             | Amedeo IV di Savoia     |                          |  |  |       |  |  |                             |  |  |                            |  |
|                              |                             | Margherita di Borgogna  | Ugo III di Borgogna      |  |  |       |  |  |                             |  |  |                            |  |
|                              |                             | Margherita di Borgogna  | Ugo III di Borgogna      |  |  |       |  |  |                             |  |  |                            |  |
|                              |                             | Margherita di Borgogna  | Beatrice d'Albon         |  |  |       |  |  |                             |  |  |                            |  |
| Giovanni I del Monferrato    |                             | Margherita di Borgogna  |                          |  |  |       |  |  |                             |  |  |                            |  |
|                              | Ferdinando III di Castiglia | Alfonso IX di León      |                          |  |  |       |  |  |                             |  |  |                            |  |
|                              | Ferdinando III di Castiglia | Alfonso IX di León      |                          |  |  |       |  |  |                             |  |  |                            |  |
|                              | Ferdinando III di Castiglia | Berenguela di Castiglia |                          |  |  |       |  |  |                             |  |  |                            |  |
| Alfonso X di Castiglia       | Ferdinando III di Castiglia |                         |                          |  |  |       |  |  |                             |  |  |                            |  |
|                              |                             | Beatrice di Svevia      | Filippo di Svevia        |  |  |       |  |  |                             |  |  |                            |  |
|                              |                             | Beatrice di Svevia      | Filippo di Svevia        |  |  |       |  |  |                             |  |  |                            |  |
|                              |                             | Beatrice di Svevia      | Irene Angela             |  |  |       |  |  |                             |  |  |                            |  |
| Beatrice di Castiglia        |                             | Beatrice di Svevia      |                          |  |  |       |  |  |                             |  |  |                            |  |
|                              |                             | Giacomo I d'Aragona     | Pietro II d'Aragona      |  |  |       |  |  |                             |  |  |                            |  |
|                              |                             | Giacomo I d'Aragona     | Pietro II d'Aragona      |  |  |       |  |  |                             |  |  |                            |  |
|                              |                             | Giacomo I d'Aragona     | Maria di Montpellier     |  |  |       |  |  |                             |  |  |                            |  |
| Violante d'Aragona           |                             | Giacomo I d'Aragona     |                          |  |  |       |  |  |                             |  |  |                            |  |
|                              |                             | Iolanda d'Ungheria      | Andrea II d'Ungheria     |  |  |       |  |  |                             |  |  |                            |  |
|                              |                             | Iolanda d'Ungheria      | Andrea II d'Ungheria     |  |  |       |  |  |                             |  |  |                            |  |
|                              |                             | Iolanda d'Ungheria      | Iolanda di Courtenay     |  |  |       |  |  |                             |  |  |                            |  |
|                              |                             | Iolanda d'Ungheria      |                          |  |  |       |  |  |                             |  |  |                            |  |